# Samsung Galaxy Xcover 2
Il Samsung Galaxy Xcover 2 (codice modello: S-7710 o S-7710L) è uno smartphone Android di fascia bassa prodotto da Samsung, secondo modello della serie di dispositivi rugged (ossia con una particolare resistenza ad acqua, polvere, urti e cadute) Galaxy Xcover.

## Caratteristiche tecniche

### Hardware
Il Galaxy Xcover 2 è uno smartphone con form factor di tipo slate, misura 130.5 x 67.7 x 12 millimetri e pesa 148.5 grammi.
Il dispositivo è dotato di connettività GSM, HSPA, di Wi-Fi 802.11 b/g/n con Wi-Fi Direct, DLNA ed hotspot, di Bluetooth 4.0 con A2DP, di GPS con A-GPS e GLONASS e di radio FM RDS. Ha una porta microUSB 2.0 con uscita TV MHL ed un ingresso per jack audio da 3.5 mm, entrambi accessibili solo aprendo manualmente uno sportellino in plastica.
Il Galaxy Xcover 2 è dotato di schermo touchscreen capacitivo da 4 pollici di diagonale, di tipo TFT, con aspect ratio 5:3 e risoluzione WVGA 480 x 800 pixel (densità di 233 pixel per pollice), protetto da un vetro anti-graffio. La scocca è in plastica. La batteria agli ioni di litio da 1700 mAh è removibile dall'utente.
La CPU è dual core, con due Cortex A9 a 1 GHz. La memoria interna è di 4 GB, mentre la RAM è di 1 GB.
La fotocamera posteriore ha un sensore da 5 megapixel, dotato di autofocus e flash LED, in grado di registrare al massimo video in 720p a 30 fotogrammi per secondo, mentre quella anteriore è VGA.
Il dispositivo rispetta lo standard IP67, dunque è totalmente protetto dall'ingresso di polvere ed ha una resistenza all'acqua fino a 30 minuti di immersione ad un metro di profondità.

### Software
Il sistema operativo è Android, in versione 4.1.2 Jelly Bean.
Ha l'interfaccia utente TouchWiz 5.0.